# Ofensiva das Astúrias
A Ofensiva das Astúrias  (Espanhol: Ofensiva de Asturias) foi uma campanha militar durante a Guerra Civil Espanhola nas Astúrias, que durou de 1 Setembro a 21 de Outubro de 1937. Participaram 45 mil homens do Exército Republicano Espanhol e 90 mil homens das forças Nacionalistas.

## Antecedentes
Depois da mal sucedida ofensiva republicana contra Saragoça, os Nacionalistas decidiram concentrar as suas forças e continuar a sua ofensiva contra as Asturias, a última parte do território Republicano no norte da Espanha. Em 29 de Agosto, o Conselho Soberano de Astúrias, liderado por Belarmino Tomas, assumiu todos os poderes, civil e militar, e nomeou o Coronel Prada como comandante do Exército Republicano do Norte.

## Forças opostas
A ofensiva Nacionalistas foi iniciada pelo Exército do Norte sob comando do General Dávila com 80 mil homens. Esta força incluía quatro brigadas de Navarra sob o comando de José Solchaga, três divisões de Aranda e o CTV Italiano. Os Nacionalistas tinham também 250 canhões e 250 aviões.
Opondo-se eles, os Republicanos tinham o Exército do Norte, liderado pelo Coronel Adolfo Prada, com o XIV Corpo de Exército liderado por Francisco Galán (8.000-10.000 homens) e o XVII Corpo de Exército do Coronel Linares (35.000 homens). O chefe de estado-maior de Prada era Francisco Ciutat. Os Republicanos tinham 180 canhões, um esquadrão de Chatos e duas esquadrilhas de Moscas, num total de cerca de 35 aviões.

## A ofensiva Nacionalista

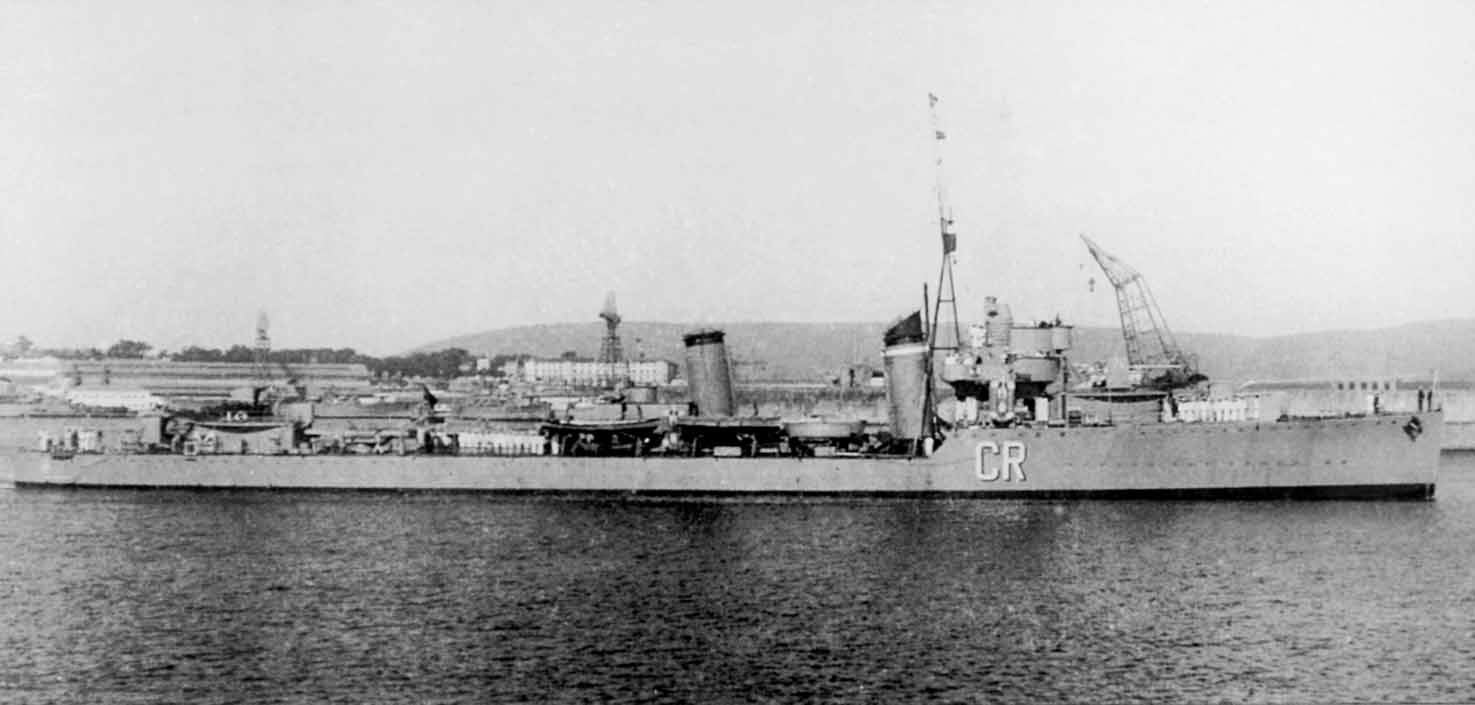
O Contratorpedeiro Císcar, afundou-se no porto de Gijón em 20 de Outubro.

A ofensiva Nacionalista começou em 1 de Setembro, com Solchaga avançando do leste e Aranda do sudoeste, mas apesar da sua esmagadora superioridade numérica e da superioridade aérea, o seu avanço foi dolorosamente lento (menos de um quilómetro por dia). Os Republicanos lutaram ferozmente e o difícil terreno da Cordilheira Cantábrica proporcionava excelentes posições defensivas. As tropas de Solchaga (33.000 homens) ocuparam Llanes em 5 de Setembro e na Batalha de El Mazuco atacaram as partes altas defendidas pelos trabalhadores da CNT de La Felguera (5.000 homens) Os Navarrenses eventualmente conseguiram conquistar o vale e as montanhas circundantes, mas só depois de 33 dias de combates sangrentos. Em 18 de Setembro os Nacionalistas ocuparam Ribadesella, e em 1 de Outubro Covadonga, mas em 14 de Outubro, os Republicanos ainda controlavam várias passagens elevadas das Montanhas Leonesas.
O principal objetivo dos Republicanos era de atrasar o avanço Nacionalista até que o inverno chegasse. No entanto, a Legião Condor voltou da frente de Aragão e começou a bombardear as posições Republicanas. Os esquadrões Alemães usaram latas de gasolina ligadas a bombas incendiárias e testaram o conceito de bombardeio de saturação. Em 14 de Outubro Arriondas caiu, e o Coronel Muñoz Grandes conseguiu quebrar a frente Republicana, entrando em Tama e avançando para Campo de Caso. As tropas republicanas recuaram para Gijón e em 15 Outubro as tropas de Solchaga juntaram-se com as de Aranda.
O governo Republicano ordenou então uma evacuação geral. Em 17 de Outubro, o Conselho Soberano de Astúrias decidiu iniciar a evacuação, mas a Legião Condor afundou o contratorpedeiro Republicano Ciscar e a frota Nacionalista bloqueou os portos Asturianos. Apenas os oficiais superiores conseguiram fugir em navios de guerra e embarcações de pesca  (Prada, Galán, Segundo Blanco, Belarmino Tomas). Em 20 de Outubro, vinte e dois batalhões Republicanos renderam-se, e o Coronel José Franco entregou a cidade de Trubia aos Nacionalistas. Em 21 de Outubro, os Nacionalistas entraram em Gijón, terminando a ocupação das Astúrias. No entanto, milhares de soldados Republicanos fugiram para as montanhas próximas e iniciaram uma campanha de guerrilha contra as tropas Nacionalistas.

## Rescaldo
A repressão Nacionalista foi dura. Somente em Oviedo, 1.000 prisioneiros republicanos foram fuzilados. Os prisioneiros Republicanos foram enviados para batalhões de trabalho ou foram forçados a juntar-se ao exército Nacionalista (cerca de 100.000). Além disso, com a conquista do Norte, os Nacionalistas controlavam agora 36 por cento da produção industrial Espanhola, 60 por cento do carvão e toda a produção de aço.